# Dag efter dag
 Dag efter dag, Suécia no Festival Eurovisão da Canção 1982.
"Dag efter dag" (em português: Dia após dia) foi a canção que representou a Suécia no Festival Eurovisão da Canção 1982, cantada em sueco pela banda Chips. A letra da canção era de Monica Forsberg, a música foi composta por Lasse Holm e a orquestração esteve a cargo de Anders Ekdahl.
A canção sueca foi a nona a ser interpretada na noite do evento, a seguir à canção cipriota e antes da canção austríaca interpretada pelo duo Mess. No final da votação, a canção sueca terminou em 8.º lugar (entre 18 países participantes) e recebeu 67 pontos.
Esta canção teve uma versão inglesa, com o título "Day after day".